# Anfernee Dijksteel
Anfernee Jamal Dijksteel (Amsterdam, 27 oktober 1996) is een Nederlandse voetballer van Surinaamse afkomst die als verdediger speelt. Hij verruilde in augustus 2019 Charlton Athletic FC voor Middlesbrough.

## Carrière
Anfernee Dijksteel speelde in Nederland in de jeugd van CTO '70, IJ.V.V. Stormvogels, AVV Zeeburgia, SBV Excelsior, SV Argon, SV Diemen en AFC. Via de Nike Football Academy kwam hij bij Charlton Athletic FC terecht. In het seizoen 2016/17 zat hij enkele wedstrijden op de bank, maar kwam niet in actie voor Charlton. Hij debuteerde op 8 augustus 2017, in de met 1-2 gewonnen uitwedstrijd tegen Exeter City FC in de EFL Cup. In het seizoen 2018/19 werd hij een vaste waarde in het team van Charlton. In augustus 2019 werd Dijksteel gecontracteerd door Middlesbrough. In de zomer van 2025 maakte hij transfervrij de overstap naar de Turkse promovendus Kocaelispor.
Zijn jongere broer Malik Dijksteel is eveneens profvoetballer. 

### Statistieken
| Seizoen                                    | Club                 | Land              | Competitie          | Competitie | Competitie | Beker | Beker | Totaal | Totaal |
| Seizoen                                    | Club                 | Land              | Competitie          | Wed.       | Dlp.       | Wed.  | Dlp.  | Wed.   | Dlp.   |
| ------------------------------------------ | -------------------- | ----------------- | ------------------- | ---------- | ---------- | ----- | ----- | ------ | ------ |
| 2016/17                                    | Charlton Athletic FC | Vlag van Engeland | Football League One | 0          | 0          | 0     | 0     | 0      | 0      |
| 2017/18                                    | Charlton Athletic FC | Vlag van Engeland | Football League One | 11         | 0          | 8     | 0     | 19     | 0      |
| 2018/19                                    | Charlton Athletic FC | Vlag van Engeland | Football League One | 33         | 1          | 6     | 0     | 39     | 1      |
| 2019/20                                    | Charlton Athletic FC | Vlag van Engeland | Championship        | 1          | 0          | 0     | 0     | 1      | 0      |
| 2019/20                                    | Middlesbrough        | Vlag van Engeland | Championship        | 16         | 0          | 1     | 0     | 17     | 0      |
| 2020/21                                    | Middlesbrough        | Vlag van Engeland | Championship        | 29         | 0          | 2     | 0     | 31     | 0      |
| 2021/22                                    | Middlesbrough        | Vlag van Engeland | Championship        | 34         | 0          | 4     | 0     | 38     | 0      |
| 2022/23                                    | Middlesbrough        | Vlag van Engeland | Championship        | 21         | 0          | 1     | 0     | 22     | 0      |
| 2023/24                                    | Middlesbrough        | Vlag van Engeland | Championship        | 20         | 0          | 3     | 0     | 23     | 0      |
| 2024/25                                    | Middlesbrough        | Vlag van Engeland | Championship        | 33         | 2          | 3     | 1     | 36     | 3      |
| 2025/26                                    | Kocaelispor          | Vlag van Turkije  | Süper Lig           | 0          | 0          | 0     | 0     | 0      | 0      |
| Carrièretotaal                             | Carrièretotaal       | Carrièretotaal    | Carrièretotaal      | 198        | 3          | 28    | 1     | 226    | 4      |
| Bijgewerkt tot en met het seizoen 2024/25. |                      |                   |                     |            |            |       |       |        |        |